# Episodi di Kung Fu (seconda stagione)
| nº | Titolo originale                    | Titolo italiano      | Prima TV USA | Prima TV Italia |
| -- | ----------------------------------- | -------------------- | ------------ | --------------- |
| 1  | The Well                            | Il pozzo             |              |                 |
| 2  | The Assassin                        | L'Assassino          |              |                 |
| 3  | The Chalice                         | Il Calice            |              |                 |
| 4  | The Brujo                           | Il Brujo             |              |                 |
| 5  | The Squaw Man                       | Un vero amico        |              |                 |
| 6  | The Spirit Helper                   | Lo spirito guida     |              |                 |
| 7  | The Tong                            | Il Tong              |              |                 |
| 8  | The Soldier                         | Il Soldato           |              |                 |
| 9  | The Salamander                      | La salamandra        |              |                 |
| 10 | The Hoots                           | Sacrificio           |              |                 |
| 11 | The Elixir                          | L'elisir di Teodora  |              |                 |
| 12 | The Gunman                          | Il bandito           |              |                 |
| 13 | Empty Pages of a Dead Book          | Il libro             |              |                 |
| 14 | A Dream Within a Dream              | L'enigma             |              |                 |
| 15 | The Way of Violence Has No Mind     | I razziatori         |              |                 |
| 16 | In Uncertain Bondage                | Servitù incerta      |              |                 |
| 17 | Night of the Owls, Day of the Doves | I moralisti          |              |                 |
| 18 | Crossties                           | Il drago             |              |                 |
| 19 | The Passion of Chen Yi              | L'odissea di Chen Yi |              |                 |
| 20 | Arrogant Dragon                     | Il segno del Drago   |              |                 |
| 21 | The Nature of Evil                  | La natura del male   |              |                 |
| 22 | The Canothap: Part 1                | The Canothap: Part 1 |              |                 |
| 23 | The Canothap: Part 2                | The Canothap: Part 2 |              |                 |